# Mézières-sur-Oise

Mézières-sur-Oise este o comună în departamentul Aisne din nordul Franței. În 1 ianuarie 2022 avea o populație de 508 de locuitori.